# Ga Hanam Pungsan
Ga Hanam Pungsan là ga tàu điện ngầm trên Tuyến Hanam của Tàu điện ngầm vùng thủ đô Seoul tuyến số 5 ở Hanam, Gyeonggi-do.

## Bố trí ga
| Misa ↑                |
| \| W/B                |
| ↓ Tòa thị chính Hanam |

| Hướng Tây  | ← ●Tuyến 5 Hướng đi Banghwa            |
| Hướng Đông | → ●Tuyến 5 Hướng đi Hanam Geomdansan → |